# Arkosolium

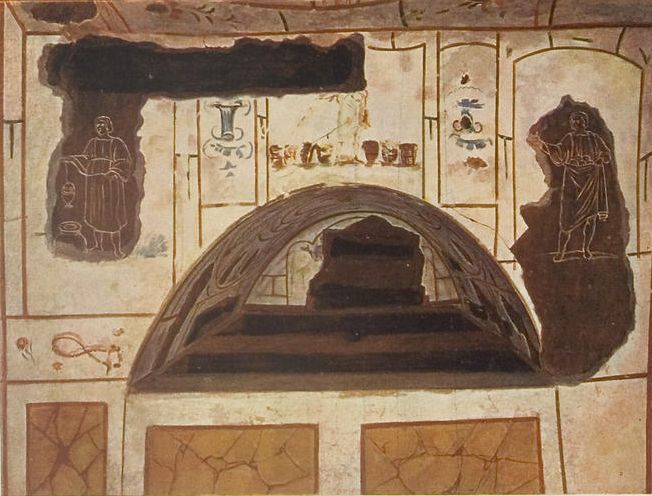
Mit Malereien verziertes Arkosolium in Rom

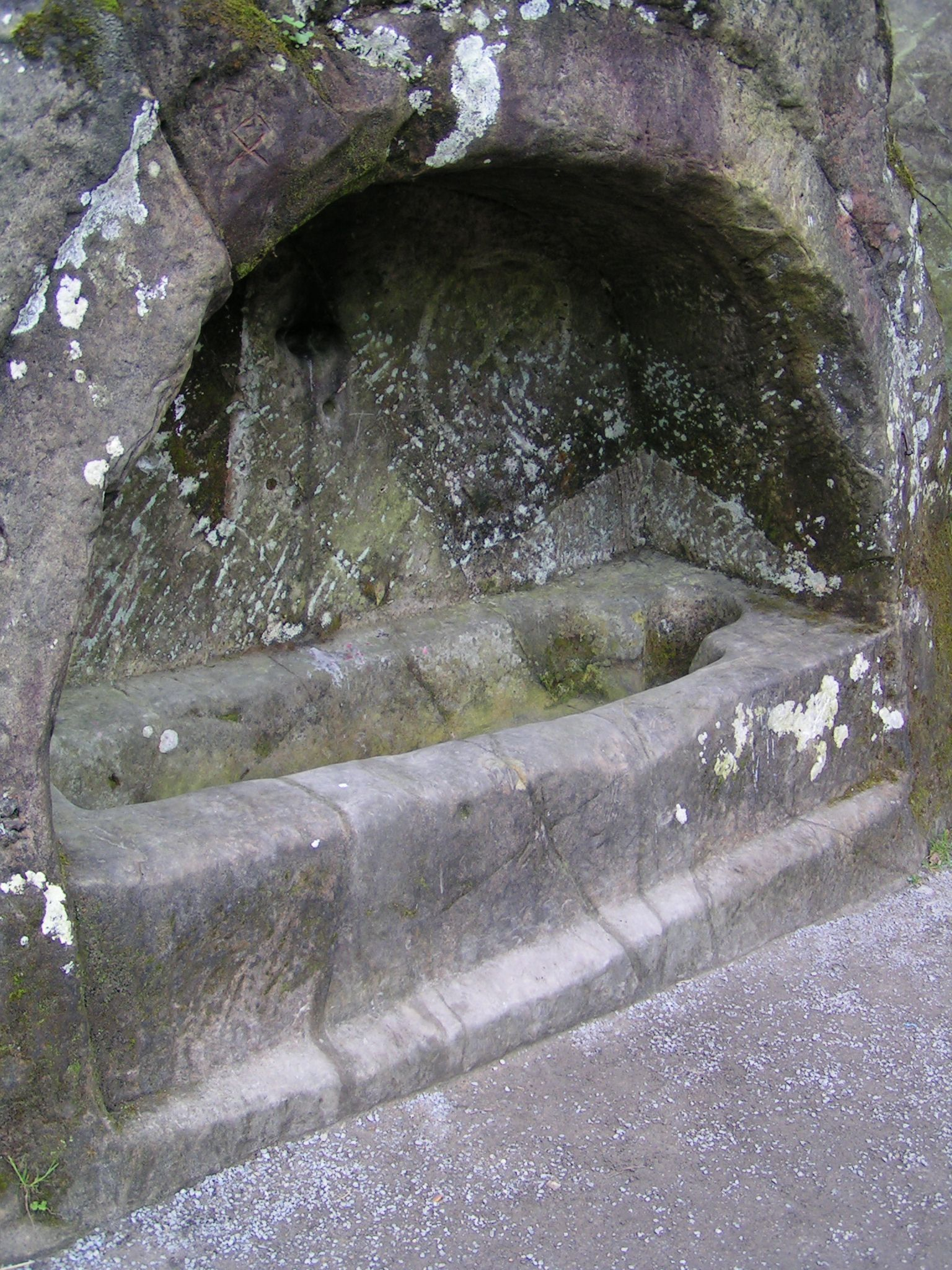
Mittelalterliches Arkosolium bei den Externsteinen

Das Arkosolium oder Arkosol (von lat. arcus „Bogen“, solium „Grab“) ist eine bogenüberwölbte Nische mit Senkgrab in den Felswänden der Katakomben.

## Beschreibung
Die Bezeichnung arcosolium (arcisolium) ist durch römisch-christliche Inschriften bezeugt.
Die Aussparung im Boden diente der Aufnahme des Leichnams. Die eigentliche Grabkammer wurde mit einer Steinplatte verschlossen, die Bogennische selbst blieb offen. Diese Grabform ist eine typische Bestattungsform der frühen Christen in den römischen Katakomben während des 3. und 4. Jahrhunderts. Die Nischen wurden meist mit ornamentalen, symbolischen oder auf den Verstorbenen bezogenen Malereien geschmückt.
Als Arkosol- oder Nischengräber werden auch Gräber in Bogennischen in mittelalterlichen Kirchen- oder Kreuzgangwänden bezeichnet. Es wurde vermutet, dass sich der Typus dieser Nischengräber – wie auch die einfachste Gestalt des Heiligen Grabes – aus dem frühchristlichen Arcosolium entwickelte.